# Lena Abé
Lena Abé (født 4. januar 1983) er på nuværende bassist i det britiske doom metal band My Dying Bride, som hun sluttede sig til i 2007 for at afløse Adrian Jackson. Abé er derved det yngste medlem i bandet.